# Liste der Fernstraßen in Lesotho
Diese Liste zeigt die Fernstraßen in Lesotho. Es gibt in Lesotho vier Typen von Straßen, die absteigend nach Bedeutung mit A, B, C und D bezeichnet werden.

## Fernstraßen
| Kurz | Name | Verlauf                                                                           | Länge      |
| ---- | ---- | --------------------------------------------------------------------------------- | ---------- |
|      | A1   | Maseru – Butha-Buthe – Mokhotlong                                                 | 300 km     |
|      | A2   | (Südafrika mit –) Maseru Bridge – Maseru – Mafeteng – Alwynskop (Quthing)         | 160 km     |
|      | A3   | St. Michael’s (Maseru) – Thaba-Tseka – Mokhotlong                                 | 200 km     |
|      | A4   | Alwynskop (Quthing) – Mount Moorosi (Quthing) – Qacha’s Nek – Taung (Thaba-Tseka) | 340 km     |
|      | A5   | Ha Paki (Maseru) – Semonkong                                                      | 120 km     |
|      | A10  | Maseru-Ring                                                                       | 030 km     |
|      | A11  | Ha Lechesa (Maseru) – Peka Bridge (– Südafrika)                                   | 06 km      |
|      | A12  | Ha Nyenye (Leribe) – Maputsoe – Ficksburg Bridge (– Südafrika)                    | 06 km      |
|      | A14  | Ha Mojakisane (Mokhotlong) – Sani Pass (– Südafrika)                              | 040 km     |
|      | A20  | Mafeteng – Van Rooyens Gate (– Südafrika mit )                                    | 020 km     |
|      | A22  | Ha Ramokause (Mafeteng) – Ha Maseetsela – Sephapho’s Gate (– Südafrika)           | 07 km      |
|      | A23  | Maphokoane (Mohale’s Hoek) – Ha Sankatana – Makhaleng (– Südafrika)               | 06 km      |
|      | A24  | Alwynskop (Quthing) – Ha Ntholeng – Tele Bridge (– Südafrika mit )                | 012 km     |
|      | A25  | Hlotse – Seshote – Thaba-Tseka                                                    | ca. 150 km |